# ジェラゾヴァ・ヴォラ
ジェラゾヴァ・ヴォラ（Żelazowa Wola (ポーランド語発音: [ʐɛlaˈzɔva ˈvɔla])）は、ポーランド中部マゾフシェ県ソハチェフ郡に属する村。ワルシャワから西へ54kmの地点にあり、車で約一時間の距離。ショパンの出生地である。

## 関連人物
- スカルベク家 Skarbek
- フレデリック・ショパン（生地）
- ヘンリク・シェリング（生地）

## 近くの町・村
- ホダクフ Chodaków
- ソハチェフ Sochaczew
- ブロフフ Brochów
- パプロトニャ Paprotnia
- トゥウォヴィツェ Tułowice
- ケンピノス国立公園 Kampinoski Park Narodowy (Kampinos National Park)